# Bledar Mançaku
Bledar Mançaku (Durazzo, 5 gennaio 1982) è un ex calciatore albanese, di ruolo attaccante.

## Nazionale
Ha collezionato 6 presenze segnando anche un gol con la Nazionale Under-21.
Ha esordito con la Nazionale maggiore invece nel 2002.

## Cronologia presenze e reti in Nazionale
| Cronologia completa delle presenze e delle reti in nazionale ― Albania | Cronologia completa delle presenze e delle reti in nazionale ― Albania | Cronologia completa delle presenze e delle reti in nazionale ― Albania | Cronologia completa delle presenze e delle reti in nazionale ― Albania | Cronologia completa delle presenze e delle reti in nazionale ― Albania | Cronologia completa delle presenze e delle reti in nazionale ― Albania | Cronologia completa delle presenze e delle reti in nazionale ― Albania | Cronologia completa delle presenze e delle reti in nazionale ― Albania |
| Data                                                                   | Città                                                                  | In casa                                                                | Risultato                                                              | Ospiti                                                                 | Competizione                                                           | Reti                                                                   | Note                                                                   |
| ---------------------------------------------------------------------- | ---------------------------------------------------------------------- | ---------------------------------------------------------------------- | ---------------------------------------------------------------------- | ---------------------------------------------------------------------- | ---------------------------------------------------------------------- | ---------------------------------------------------------------------- | ---------------------------------------------------------------------- |
| 15-11-2003                                                             | Tirana                                                                 | Albania                                                                | 2 – 0                                                                  | Estonia                                                                | Amichevole                                                             | -                                                                      | 45’                                                                    |
| Totale                                                                 |                                                                        | Presenze                                                               | 1                                                                      |                                                                        | Reti                                                                   | 0                                                                      |                                                                        |

## Palmarès

### Club

#### Competizioni nazionali
- Coppa di Turchia: 1

Gençlerbirliği: 2000-2001